# Einwanderung aus der Türkei in die Bundesrepublik Deutschland
Die vermehrte Einwanderung aus der Türkei in die Bundesrepublik Deutschland setzte Anfang der 1960er Jahre zunächst als Arbeitsmigration mit offenem Zeithorizont ein. Begründet wurde sie durch die Unterzeichnung des Anwerbeabkommens zwischen der Bundesrepublik Deutschland und der Türkei am 30. Oktober 1961, nachdem 1958 erstmals ungefähr 150 junge Türken zur Berufsausbildung nach Deutschland gekommen waren. Heute leben Einwanderer aus der Türkei teils bereits in vierter Generation in Deutschland.

## Vorgeschichte
1960 gab es nicht einmal 1500 Türken in der Bundesrepublik. Traditionell hielten sich die meisten von ihnen als Studenten oder Kaufleute in Deutschland auf, weshalb viele keinen dauerhaften Aufenthalt im Sinn hatten. Dementsprechend und zusätzlich durch Kriegszeiten bedingt schwankend stellen sich auch die Zahlen zur türkischen Wohnbevölkerung Deutschlands in den Jahren zuvor dar:
- 1878: 0041
- 1893: 0198
- 1917: 2046
- 1925: 1164
- 1933: 0585
- 1938: 3310
- 1945: 0079

## Arbeitsmigration in den 1960er Jahren

### Allgemeines
Ab 1961 bekamen türkische Arbeitssuchende die Möglichkeit, sich von deutschen Unternehmen anwerben zu lassen, auf der Grundlage des Anwerbeabkommens zwischen der Bundesrepublik Deutschland und der Türkei betraf dies 678.702 Männer und 146.681 Frauen, also insgesamt 825.383 Menschen, als türkische Gastarbeiter. In diesem Kontingent waren von Anfang an auch Kurden enthalten, die sich erst später von ethnischen Türken in Deutschland abgrenzten. Während der Wirtschaftswunderzeit bestand in Deutschland eine Arbeitskräfteknappheit. Zunächst schloss die Bundesregierung Anwerbeabkommen mit Italien (1955), Spanien und Griechenland (1960). Die Initiative für diese Abkommen ging jedoch von den Entsendeländern aus. Diese erhofften sich durch die Entsendung ihrer Arbeitskräfte eine Lösung eigener wirtschaftlicher und sozialer Probleme. Sie wollten ihre aus der westdeutschen Exportstärke erwachsenen Devisenschwierigkeiten lösen, die heimische Arbeitslosigkeit reduzieren oder die ohnedies im Gang befindliche Emigration im Bereich der qualifizierteren Arbeiter kanalisieren und wenigstens deren Abwanderung verhindern.
Die Bundesrepublik hatte wiederum ein Interesse daran, dass Handelspartner als solche erhalten blieben und nicht durch ihre Bilanzdefizite am Handel mit Deutschland gehindert waren. Innenpolitische Motive kamen hinzu. Alt-Bundeskanzler Helmut Schmidt äußerte sich 2009 kritisch über die damalige Anwerbungspolitik:
„Im Grunde genommen ging es ihm [dem damaligen Wirtschaftsminister Ludwig Erhard] darum, durch Anwerbung ausländischer Arbeitskräfte das Lohnniveau niedrig zu halten. Mir wäre stattdessen lieber gewesen, die deutschen Löhne wären gestiegen.“
Mitten in der Ära des Wirtschaftswunders schloss die Bundesrepublik 1961 ein entsprechendes Abkommen mit der Türkei. Das Abkommen kam auf Druck der Türkei zustande. Anton Sabel, Präsident der Bundesanstalt für Arbeitsvermittlung (Vorläufer der Bundesagentur für Arbeit), äußerte am 26. September 1960, arbeitsmarktpolitisch sei eine Vereinbarung über eine Anwerbung türkischer Arbeitnehmer in keiner Weise notwendig, allerdings könne er nicht beurteilen, „wie weit sich die Bundesrepublik einem etwaigen solchen Vorschlag der türkischen Regierung verschließen kann, da die Türkei ihre Aufnahme in die EWG beantragt hat und als NATO-Partner eine nicht unbedeutende politische Stellung einnimmt.“
Zunächst verhandelte die Bundesregierung zurückhaltend, da die große kulturelle Differenz zur Türkei als problematisch angesehen wurde. Zunächst war nicht daran gedacht, dass die als „Gastarbeiter“ bezeichneten Arbeitskräfte dauerhaft in Deutschland bleiben sollten.

### Beschreibung des Anwerbungsprozesses
Arbeitgeber in der Bundesrepublik meldeten ihren Arbeiterbedarf als „Anforderungen“ über eine deutsche Verbindungsstelle in Istanbul an die Auslandsabteilung der türkischen Anstalt für Arbeit und Arbeitsvermittlung IIBK, die ihrerseits wiederum eine vorselektierte Auswahl an Arbeitern an die deutsche Verbindungsstelle zur weiteren Prüfung entsandte. Neben diesem Prozedere gab es noch eine zweite Gruppe Anforderungen, die personenbezogen waren und ohne Prüfungen in der deutschen Verbindungsstelle vonstattengingen.
Bewerber für die Arbeit in der Bundesrepublik unterlagen bei ihrer Registrierung bei der IIBK, wenn nicht ein offensichtlich schlechter Gesundheitszustand sie schon von vornherein von der Vermittlung ausschloss, bestimmten Altersgrenzen. Diese lagen für qualifizierte Kräfte zuletzt bei 40 Jahren, für weibliche Arbeiter bei 45, Bergmänner durften höchsten 35 Jahre alt sein und für unqualifizierte Kräfte war das 30. Lebensjahr die Grenze. Für die Vorstellung zur Registrierung waren ein Lichtbild, ein Personalausweis, ein adressiertes und frankiertes Briefkuvert und möglichst Zeugnisse, Bescheinigungen sowie Angaben über die Berufsqualifikation mitzubringen. Insgesamt bewarben sich so zwischen 1961 und 1973 über 2,6 Millionen Menschen um einen Arbeitsplatz in der Bundesrepublik. Wer von der IIBK für die Vorstellung bei der deutschen Verbindungsstelle in Istanbul ausgewählt worden war, musste dort noch zwei Abteilungen und fünfzehn Prüfungen der deutschen Behörde durchlaufen. Die erste Abteilung überprüfte die Vermittlung durch das IIBK. Zunächst versuchte man die berufliche Eignung und Qualifikation genauer zu bewerten: in diesem Zusammenhang gab es Lese- und Schreibtests, Überprüfung des beruflichen Wissensstandes mittels eines Dolmetschers oder vor Ort bei der praktischen Arbeit in einem Unternehmen. Nach dem erfolgreichen Absolvieren der ersten Verbindungsstellenabteilung folgte eine umfangreiche Gesundheitsprüfung.

### Reise in die Bundesrepublik Deutschland
Die meisten Arbeitsmigranten wurden von Istanbul aus in Sonderzügen in die Bundesrepublik gebracht. Die während der gesamten 1960er Jahre zunächst über Griechenland führende Route bedeutete für die Arbeiter eine mindestens fünfzigstündige Fahrt. Ab den 1970er Jahren gab es dann eine direktere Einreisemöglichkeit über Bulgarien.

## Verstärkter Familiennachzug in den 1970er Jahren
Eine zweite Phase der Einwanderung ist in der Zeit nach dem alle Vertragsländer  betreffenden allgemeinen Anwerbestopp am 23. November 1973 zu sehen, in der ein verstärkter Familiennachzug erfolgte.
Bereits Ende der 1960er und Anfang der 1970er Jahre war bei türkischen genauso wie bei Gastarbeitern anderer Herkunft Familiennachzug zu beobachten. Hierdurch mehrten sich in der deutschen Diskussion die Zweifel an einer sinnvollen Kosten-Nutzen-Abwägung bezüglich der Beschäftigung ausländischer Arbeitnehmer sowie die Angst vor sozialen Konflikten.
Der als Reaktion darauf zu verstehende Anwerbestopp am 23. November 1973 und die damit einhergehende Regelung, Einwanderung in die Bundesrepublik nur noch im Zusammenhang mit Eheschließung oder Familienzusammenführung zuzulassen, löst Ängste bezüglich eventuell folgender, noch strengerer Maßnahmen aus. Dies verhinderte die beabsichtigte Konsolidierung der Ausländerzahlen und führte stattdessen zu einem deutlichen Anstieg insbesondere der türkischen Wohnbevölkerung in Deutschland.
Der Migrationswissenschaftler Karl-Heinz Meier-Braun bemerkte hierzu:
„Der Anwerbestop forderte den Familiennachzug [...] geradezu heraus. Das gilt auch für eine Maßnahme aus dem Jahre 1975, als die Kindergeldsätze für ausländische Kinder, die im Heimatland geblieben waren, gekürzt wurden. Die Statistik zeigt deutlich, wie die Zahl der Zuzüge durch diese beiden Maßnahmen angestiegen ist.“
Helmut Schmidt, seinerzeit Bundeskanzler, ergänzte diesbezüglich im Jahr 2009:
„Ich habe die weitere Zuwanderung von Ausländern gestoppt, ganz leise, weil ich keine Ausländerfeindlichkeit provozieren wollte. [...] Erst haben wir die Anwerbung aufgehoben, dann haben wir die Rückkehr in die Heimatländer erleichtert, so dass wir am Ende meiner Regierungszeit [1982] nur genauso viele Ausländer hatten wie am Anfang. Zu Zeiten von Helmut Kohl hat sich die Zahl später verdoppelt.“

## Von den 1980er Jahren bis heute

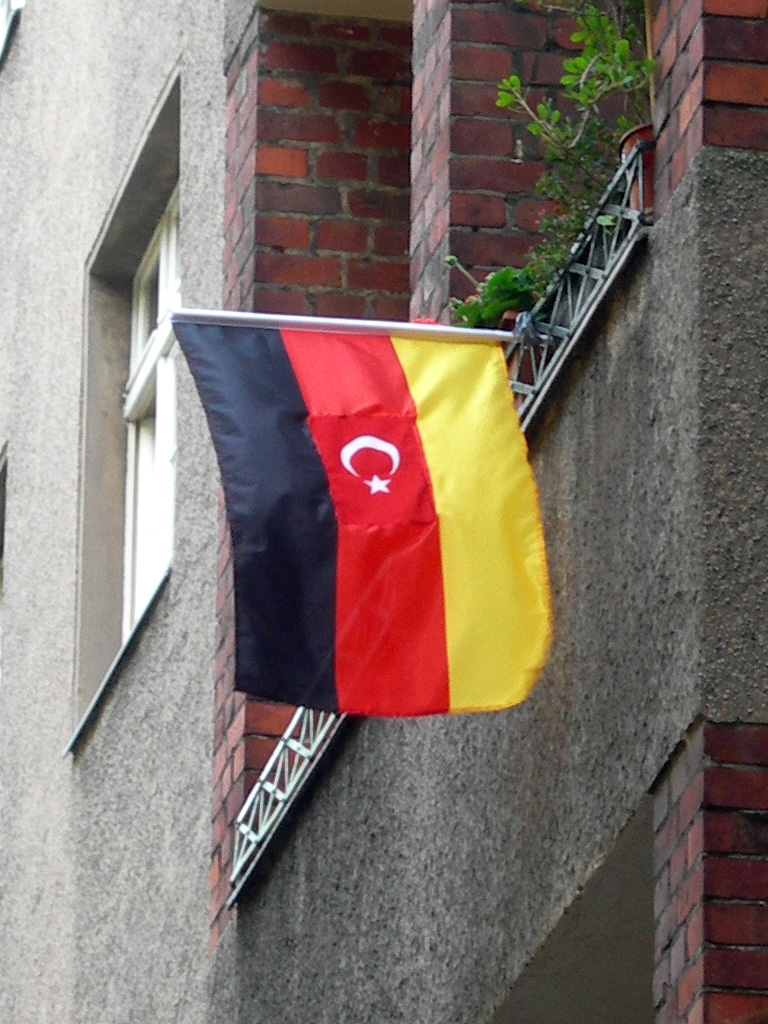
Deutsch-türkische Flagge in Neukölln

Die instabile politische Lage in der Türkei Ende der 1970er und Anfang der 1980er Jahre führte zu einer weiteren Einwanderung durch asylsuchende Asylbewerber, bisweilen begünstigt durch familiäre Bindungen zur ersten Einwanderergeneration, deren endgültige Niederlassung in der Bundesrepublik um diese Zeit allmählich ihren Abschluss fand.
Mit der 11. Änderungsverordnung zur Durchführungsverordnung zum Ausländergesetz, die am 1. Juli 1980 verabschiedet wurde, wurde die Einreise von Türken zum 1. Oktober 1980 wieder visumspflichtig. Die Bundesregierung nannte als Begründung, es habe „sich gezeigt, daß türkische Staatsangehörige zunehmend als ‚Touristen‘ in der verdeckten Absicht der Arbeitsaufnahme einreisen und häufig in der Bundesrepublik Deutschland aussichtslose Asylverfahren betreiben, um während der Dauer der Verfahren hier leben und arbeiten zu können“, und die Befreiung von der Sichtvermerkspflicht ließe sich „unter diesen Umständen nicht länger aufrechterhalten“.
Ein Militärputsch in der Türkei am 12. September 1980 bewirkte eine neue Einwanderungswelle, die sich wiederum stark auf die demographische Struktur der in Deutschland lebenden Türken auswirkte. Während die türkische Einwanderergesellschaft bis dahin bedingt durch die starke Arbeitsmigration der 1960er und frühen 1970er Jahre mit Ausnahme einer Anzahl miteingewanderter Künstler und Intellektueller im Wesentlichen doch eine Arbeitergesellschaft geblieben war, führten die politischen Verhältnisse in der Türkei nun auch zur verstärkten Einwanderung Angehöriger der intellektuellen Schicht als politische Flüchtlinge.
Diese neuerliche Einwanderungswelle führte in den 1980er Jahren auch zu zunehmender Fremdenfeindlichkeit; auch zahlreiche Medien und Politiker vertraten die Ansicht, die türkische Einwanderung führe zu Problemen und die Integration der Türken sei in dieser Zahl nicht möglich.
Vor diesem Hintergrund – ähnliche Pläne hatte wie oben erwähnt auch der SPD-Kanzler Helmut Schmidt einige Jahre zuvor verfolgt – sind die Überlegungen der Bundesregierung in den 1980er Jahren zu verstehen. Zu Beginn seiner Amtszeit plante der damalige Bundeskanzler Helmut Kohl eine massive „Rückführung“ der Türken aus Deutschland. Wie aus einem geheimen Gesprächsprotokoll vom 28. Oktober 1982 hervorgeht, äußerte Kohl, es sei notwendig, die Zahl der Türken um 50 Prozent zu reduzieren. Denn es sei für Deutschland unmöglich, die Türken in ihrer gegenwärtigen Zahl zu assimilieren. Deutschland habe kein Problem mit der Integration anderer Einwanderer aus Europa oder aus Südostasien, aber die Türken kämen aus einer sehr andersartigen Kultur. In einer Infas-Umfrage plädierten im Jahr 1982 58 Prozent der Deutschen dafür, die Zahl der Ausländer zu verringern. Kohl wollte die Sozialversicherungsbeiträge der türkischen Gastarbeiter kapitalisieren und bot eine Abfindung. Das Programm aus Abschiedsgeld von 10.500 D-Mark und Auszahlung der Rentenversicherungsbeiträge war nicht erfolgreich. Nur etwa 100.000 Türken kehrten in die Türkei zurück.
Das schleswig-holsteinische Oberlandesgericht in Schleswig stellte 1995 fest, dass Kurden aus den türkischen Gebieten, für die Kriegsrecht gilt, grundsätzlich als Asylberechtigte anerkannt werden sollten.
In den folgenden Jahren sind aus multiplen Gründen weitere Einwanderer aus der Türkei nach Deutschland gekommen. Die einem damals vorhandenen gesellschaftlichen Konsens folgende finanzielle Förderung der Remigration von Ausländern zwischen 1983 und 1984 durch die Regierung unter Helmut Kohl führte hinsichtlich einer Rückkehr von Türken in die Türkei zu keinem zahlenmäßig signifikanten Ergebnis, wurde aber kritisiert, weil sie vorhandene fremdenfeindliche und rassistische Ressentiments fördere. Anfang der 1990er Jahre kam es zu einer Serie rassistischer Brandanschläge, die auch türkische Einwandererfamilien betrafen, etwa den Mordanschlag von Mölln (1992) oder den Mordanschlag von Solingen (1993), ebenso kam es 2000 bis 2006 zu einer terroristischen Mordserie des neonazistischen Nationalsozialistischen Untergrunds an vorwiegend türkischstämmigen Bürgern.
Unter der rot-grünen Bundesregierung wurden ab 1998 die Voraussetzungen für eine Einbürgerung gelockert und das deutsche Staatsbürgerschaftsrecht durch Elemente des ius soli ergänzt (in Deutschland geborene Kinder ausländischer Eltern erhalten die Option auf die deutsche Staatsbürgerschaft), so dass in der Folge die Zahl der Einbürgerungen türkischer Einwanderer wuchs. Heute ist die Zuwanderung aus der Türkei nach Deutschland deutlich geringer als in den 1970er, 1980er und 1990er Jahren: Die Anzahl der Zuzüge der Türken hat sich seit 1991 mehr als halbiert, seit 2006 lag sie unter der Zahl der Fortzüge. 2015 gab es erstmals wieder eine leichte Netto-Zuwanderung. Dies hängt unter anderem mit dem wirtschaftlichen Aufschwung und dem nachlassenden Bevölkerungswachstum in der Türkei zusammen. Nach dem Putschversuch 2016 stiegen die Zahlen wieder an. Die Antragssteller aus der Türkei lagen 2019 und 2020 insgesamt an vierter Stelle.
Ende 2006 lebten nach Angaben des Statistischen Bundesamtes insgesamt 6,75 Mio. Ausländer in Deutschland. Davon waren u. a.:
- 1.739.000 Türken,
- 0.535.000 Italiener,
- 0.362.000 Polen,
- 0.317.000 Serben und Montegrinern,
- 0.304.000 Griechen und
- 0.228.000 Kroaten.[21]

Dabei wurden nur Menschen gezählt, die ausschließlich die türkische Staatsangehörigkeit besitzen. In der Zahl „1,739 Millionen“ sind Menschen mit doppelter Staatsangehörigkeit ebenso wenig enthalten wie Türkischstämmige, die ausschließlich die deutsche Staatsangehörigkeit besitzen (so genannte Deutsche mit Migrationshintergrund). Andererseits werden hier Kurden mitgezählt, die ausschließlich türkische Staatsangehörige sind.
2015 lebten in Deutschland 11,453 Mio. Personen „mit eigener Migrationserfahrung“ (14,1 % der Bevölkerung), davon waren u. a.:
- 1.364.000 aus der Türkei (11,9 % der Immigranten)
- 1.334.000 aus Polen (11,6 %)
- 0.957.000 aus Russland (8,4 %)
- 0.737.000 aus Kasachstan (6,4 %)
- 0.547.000 aus Rumänien (4,8 %)
- 0.442.000 aus Italien (3,9 %)
- 0.257.000 aus Griechenland (2,2 %)
- 0.255.000 aus Kroatien (2,2 %)
- 0.212.000 aus der Ukraine (1,9 %)
- 0.202.000 aus dem Kosovo (1,8 %)
- 0.769.000 aus unbestimmten Staaten oder ohne Angabe (6,7 %)

Die Zahlen von 2015 sind deshalb niedriger als jene von 2006, da 5,665 Mio. Personen „ohne eigene Migrationserfahrung“ (also in Deutschland geborene) nicht enthalten sind. Davon sind:
- 1.342.000 Ausländer
- 0.478.000 Eingebürgerte
- 3.845.000 als Deutsche geborene (mit ein- oder beidseitigem Migrationshintergrund)

Quelle: Bevölkerung mit Migrationshintergrund – Ergebnisse des Mikrozensus 2015

## Prominente
Seit Beginn der 2000er-Jahre traten immer mehr türkischstämmige Personen in die deutsche Öffentlichkeit, etwa in der Literatur (Feridun Zaimoglu), dem Film (Fatih Akin), der Populärkultur (Bülent Ceylan, Kaya Yanar), dem Sport (Mesut Özil) oder der Politik, so wurden 2010 mit Aygül Özkan und 2011 mit Bilkay Öney die ersten türkischstämmigen Ministerinnen in deutschen Landesregierungen ernannt. Erster Bundesminister mit türkischen Eltern wurde 2021 Cem Özdemir.